# L'Étrangère
L'Étrangère è un film del 1931 diretto da Gaston Ravel. Il film fu prodotto da Films Jean de la Cour e distribuito da Les Films Cosmograph, uscendo a Parigi il 6 febbraio 1931.
Dal soggetto di Alexandre Dumas fils vennero tratte tre versioni: una in italiano dal titolo La straniera del 1930, diretto da Gaston Ravel; questa francese, con il titolo L'Étrangère, diretta sempre da Ravel, uscita nel 1931; una in tedesco, sempre del 1931, diretta da Fred Sauer, con il titolo Die Fremde, sceneggiata da Gaston Ravel.